# Václav Smetáček
Václav Smetáček (ur. 30 września 1906 w Brnie, zm. 18 lutego 1986 w Pradze) – czeski dyrygent, pedagog i oboista.

## Życiorys
Uczył się w Pradze gry na oboju u Ladislava Shukrovskiego (1922–1930), kompozycji u Jaroslava Křički (1928–1930) oraz dyrygentury u Metoda Doležila i Pavla Dědečka. Ponadto studiował muzykologię i estetykę na Uniwersytecie Karola, w 1933 roku uzyskując tytuł doktora. W 1928 roku założył Praski Kwintet Dęty, który prowadził i z którym występował do 1955 roku. Od 1930 do 1933 roku był oboistą České filharmonie. W latach 1934–1946 prowadził chór Hlahol. W latach 1934–1943 był dyrygentem orkiestry radia czeskiego. Od 1936 do 1972 roku występował jako dyrygent z orkiestrą symfoniczną FOK, od 1942 roku był jej pierwszym dyrygentem. W latach 1945–1966 był wykładowcą Konserwatorium Praskiego.
Jako dyrygent występował w krajach europejskich i Ameryce Południowej, propagując muzykę czeską. Dokonał licznych nagrań płytowych i radiowych. W 1976 roku otrzymał tytuł Artysty narodowego. Zajmował się także komponowaniem, napisał m.in. Kwintet na instrumenty dęte (1930), Duettino na obój i róg (1931) oraz suitę baletową Ze života hmyzu (1932).